# 파고다교육그룹
파고다어학원((주)파고다아카데미; PAGODA Academy Inc.)은 국내 대표 어학교육기관으로‘세계화 시대의 국가 핵심 자원인 경쟁력 있는 외국어 인재양성’을 위해 1983년에 설립되었다. 1985년 국내 최초로 원어민영어회화(SLE)를 도입하여 영어회화 교육방식에 큰 획을 그었으며, 1994년에 학원을 ㈜파고다아카데미로 법인 전환하고 본격적인 기업 형태를 갖추는데 박차를 가했다.
전국 8개 지역에 위치해 있는 파고다어학원(www.pagoda21.com)의 연간 수강생 규모는 약 60만 명에 달하며, 일대일 영어회화 전문학원 파고다원 6개 센터를 비롯해 초·중·고등학생을 대상으로 한 파고다주니어어학원, 파고다 1등 강사의 강의를 그대로 온라인에서 구현한 파고다인강(구, 파고다스타)과 1:1 전화외국어 파고다토쿨을 운영 중에 있다. 이 외에도 학원생 및 일반 독자들의 어학학습을 위해 양질의 교재를 제공하는 파고다 출판사업부를 산하에 두고 있다. 